# Arlindo Cruz

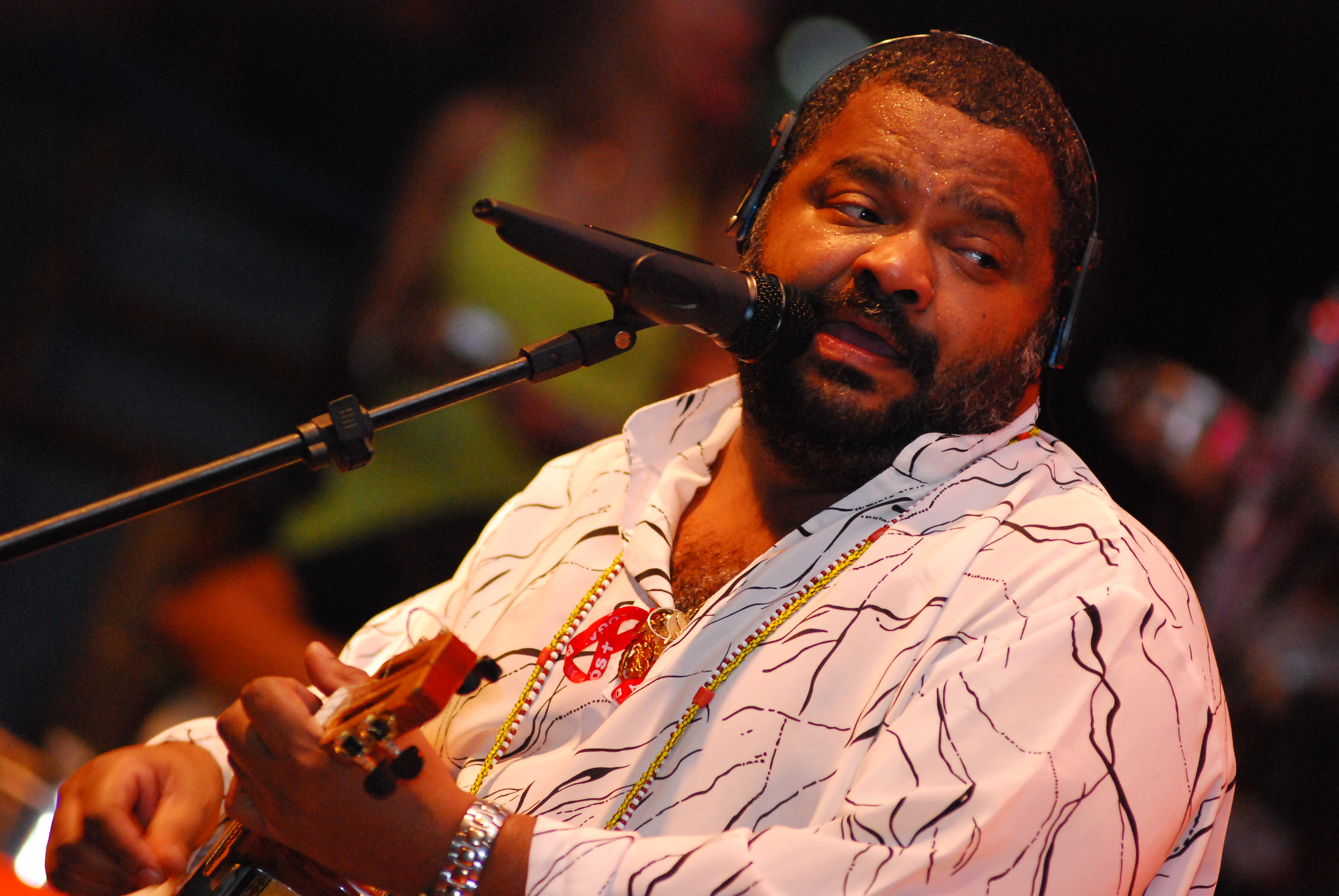
Arlindo Cruz (2008)

Arlindo Domingos da Cruz Filho kortweg Arlindo Cruz  (Rio de Janeiro, 14 september 1958 – aldaar, 8 augustus 2025) was een Braziliaans muzikant en componist in het genre van de samba. Zijn muziekstijl valt voornamelijk onder de samba-subgenres partido alto en pagode.
Cruz maakte in de jaren zeventig onderdeel uit van de Grupo Fundo de Quintal, de muziekgroep en -beweging die streefde om terug te gaan naar de basis van de samba. Uit deze groep is uiteindelijk het subgenre pagode ontstaan. Voor Arlindo Cruz betekende deze groep zijn doorbraak in de sambamuziek. Hij bleef tot 1993 bij de formatie, waarin hij banjo cavaquinho speelde, zong en componeerde.
Na het verlaten van de groep ging hij solo, maar al snel vormde hij een duo met singer/songwriter Sombrinha: Arlindo Cruz & Sombrinha. Deze samenwerking duurde tot 2005. Hierna ging hij weer solo. Als solo-artiest scoorde hij verschillende samba-hits, zoals Será que é Amor? en Madureira. In zijn gehele muzikale carrière nam Cruz meer dan 450 liedjes in de studio op.
Cruz overleed op 8 augustus 2025 op 66-jarige leeftijd.